# Pins del Julià
Els Pins del Julià fou un bosc del Moianès, en el terme municipal de Monistrol de Calders.
Aquest bosc fou gairebé totalment destruït pel gran incendi del 2003, del qual només se salvà la part superior, a l'extrem meridional de la Baga de l'Om. És a llevant de la Casanova i a ponent de l'Om, a la dreta del torrent de l'Om i a l'esquerra del torrent de la Baga de l'Om.